# Adetomiwa Adebawore
Adetomiwa Adebawore (Kansas City, 4 marzo 2001) è un giocatore di football americano statunitense che milita nel ruolo di defensive tackle per gli Indianapolis Colts della National Football League (NFL).

## Carriera

### Indianapolis Colts
Adebawore al college giocò a football all'Università Northwestern. Fu scelto nel corso del quarto giro (110º assoluto) nel Draft NFL 2023 dagli Indianapolis Colts. Debuttò come professionista nella gara del quarto turno contro i Los Angeles Rams giocando 15 snap negli special team. Nella settimana 9 mise a segno il suo primo sack su Bryce Young dei Carolina Panthers.